# Раевка (Полтавская область)
Рае́вка (укр. Раївка) — село,
Федунский сельский совет,
Шишацкий район,
Полтавская область,
Украина.
Код КОАТУУ — 5325785205. Население по переписи 2001 года составляло 5 человек.

## Географическое положение
Село Раевка находится на расстоянии в 0,5 км от села Зозули.
По селу протекает пересыхающий ручей с запрудой.
Рядом проходит автомобильная дорога Т-1720.